# Mario Michel
Mario F. Michel (1960) é um advogado e político de Santa Lúcia, país insular das Pequenas Antilhas, no Caribe.
Michel estudou Economia e História na University of the West Indies in Cave Hill, Barbados. Ele então foi estudar at Hugh Wooding Law School em Trinidad e Tobago. Em 1990 ele começou a sua prática legal com a empresa Michel & Company , que ele dirigiu ate ser eleito para o Parlamento em 1997.
Depois das eleições de 3 de dezembro de 2001, Michel se tornou membro do Partido do trabalho de Santa Lúcia (Saint Lucia Labour Party). A partir de 1997 ele foi was parte do cabinete do Primeiro Ministro Kenneth Anthony servindo como Minister da Education, Desenvolvimento de recursos humanos, Juventude e Sports e a posição de Vice Primeiro Ministro.
Ele não se manteve nas eleições gerais de 11 de dezembro de 2006.